# Čokrlije
Čokrlije este un sat din comuna Bijelo Polje, Muntenegru. Conform datelor de la recensământul din 2003, localitatea are 144 de locuitori (la recensământul din 1991 erau 141 de locuitori).

## Demografie
În satul Čokrlije locuiesc 110 persoane adulte, iar vârsta medie a populației este de 38,6 de ani (37,8 la bărbați și 39,4 la femei). În localitate sunt 37 de gospodării, iar numărul mediu de membri în gospodărie este de 3,89.
Populația localității este foarte eterogenă.
|  |

| Demografie | Demografie | Demografie |
| An         | Locuitori  | Locuitori  |
| ---------- | ---------- | ---------- |
|            |            |            |
|            |            |            |
|            |            |            |
|            |            |            |
| 1948       | 245        |            |
| 1953       | 225        |            |
| 1961       | 224        |            |
| 1971       | 253        |            |
| 1981       | 169        |            |
| 1991       | 141        | 141        |
| 2003       | 155        | 144        |

| \| Componența etnică conform recensământului din 2003[2] \| Componența etnică conform recensământului din 2003[2] \| Componența etnică conform recensământului din 2003[2] \| Componența etnică conform recensământului din 2003[2] \| Componența etnică conform recensământului din 2003[2] \| \| ----------------------------------------------------- \| ----------------------------------------------------- \| ----------------------------------------------------- \| ----------------------------------------------------- \| ----------------------------------------------------- \| \| \| \| \| \| \| \| Sârbi \| Sârbi \| \| 81 \| 56,25% \| \| Muntenegreni \| Muntenegreni \| \| 59 \| 40,97% \| \| necunoscută \| necunoscută \| \| 4 \| 2,77% \| |              |  |    |        |
| Componența etnică conform recensământului din 2003 |              |  |    |        |
| |              |  |    |        |
| Sârbi | Sârbi        |  | 81 | 56,25% |
| Muntenegreni | Muntenegreni |  | 59 | 40,97% |
| necunoscută | necunoscută  |  | 4  | 2,77%  |